# Ronald Rousseau
Ronald Rousseau (Antwerpen, 1949) is een Belgische wiskundige en informatiewetenschapper. Hij heeft een internationale reputatie verworven met zijn onderzoek over indicatoren binnen het gebied van bibliometrie en scientometrie.

## Biografie
Ronald Rousseau promoveerde tot doctor in de wiskunde aan de KU Leuven in 1977 en tot doctor in de documentatie- en bibliotheekwetenschap aan de UIA in 1992. Hij was hoogleraar wiskunde aan de Departement industriële wetenschappen en technologie van de KHBO in Oostende. 
Rousseau heeft zijn onderzoek hoofdzakelijk gericht op de ontwikkeling en het gebruik van indicatoren om de kwaliteit en evolutie van onderzoek en wetenschap te meten. Hij is expert in de analyse van citaten en wetenschapsevaluatie.
Rousseau heeft meer dan 200 wetenschappelijke artikelen over verschillende aspecten van bibliometrie en scientometrie gepubliceerd, onder meer in Scientometrics, Journal of the American Society for Information Science and Technology, en het Journal of Informetrics. Hij wordt beschouwd als een van de meest productieve schrijvers op dit gebied van de wetenschap. 
Rousseau kreeg samen met Leo Egghe de Derek de Solla Price award in 2001 en was de zevende voorzitter van ISSI tussen 2007 en 2015.

## Erkenning
- Voor zijn wiskundig werk werd Ronald Rousseau Laureaat van de Koninklijke Belgische Academie voor Wetenschappen en Kunsten, klasse Natuurwetenschappen in 1979.
- Ronald Rousseau heeft de Derek de Solla Price award samen met Leo Egghe gewonnen in 2001.
- Hij kreeg een eredoctoraat van Henan Normal University (Xinxiang, P.R. China) in 2001.
- In 2003 was hij de eerste westerling die werd benoemd als eregastprofessor aan de bibliotheek van de Chinese Academie van Wetenschappen [5]
- Hij werd Foreign member of the Chinese Association of Science and S&T Policy Research in april 2007.
- Hij kreeg een eredoctoraat van Zhejiang University (Hangzhou, P.R. China) in 2015.[6]
- Ronald Rousseau ontving de West Lake Friendship Award van Zhejiang Province (China) in 2020.
- Hij ontving in 2021 de President's International Fellowship Inititative (PIFI) award als Distinguished Scientist van de Chinese Academie van Wetenschappen. [7]

## Publicaties (selectie)
Boeken
- Egghe, L. & Rousseau, R. (1990). "Introduction to Informetrics. Quantitative Methods in Library, Documentation and Information Science". Elsevier. ISBN 0-444-88493-9
- Ding, Y., Rousseau, R., & Wolfram, D. (eds.) (2014). Measuring scholarly impact: Methods and practice. ISBN 978-3-319-10377-8. Cham, Switzerland: Springer
- Rousseau, R., Egghe, L. & Guns, R. (2018). Becoming metric-wise. A bibliometric guide for researchers, ISBN 978-0-08-102474-4. Chandos Publishing: Elsevier

Artikels
- Rousseau, R. (1979). Sitations: An exploratory study. Cybermetrics, 1(1) [De eerste studie die aantoonde dat Internet inlinks een power law volgen]
- Rousseau, S., & Rousseau, R. (1997). Data envelopment analysis as a tool for constructing scientometric indicators. Scientometrics, 40(1), 45-56. DOI:10.1007/BF02459261
- Otte, E., & Rousseau, R. (2002). Social network analysis: a powerful strategy, also for the information sciences. Journal of Information Science, 28(6), 441-453. DOI:10.1177/016555150202800601
- Ahlgren, P., Jarneving, B., & Rousseau, R. (2003). Requirements for a cocitation similarity measure, with special reference to Pearson's correlation coefficient. Journal of the American Society for Information Science and Technology, 54(6), 550-560. DOI:10.1002/asi.10242
- Egghe, L., & Rousseau, R. (2006). An informetric model for the Hirsch-index. Scientometrics, 69(1), 121-129. DOI:10.1007/s11192-006-0143-8
- Jin, B., Liang, L., Rousseau, R., & Egghe, L. (2007). The R-and AR-indices: Complementing the h-index. Chinese Science Bulletin, 52(6), 855-863. DOI:10.1007/s11434-007-0145-9